# Željko Kalac
Željko Kalac (Sydney, 16 december 1972) is een Australische oud-voetballer van Kroatische afkomst.

## Clubvoetbal
Kalac begon zijn profloopbaan bij Sydney United (1994-1995, 1996-1998). Tussen zijn twee periodes bij deze club speelde hij een seizoen voor het Engelse Leicester City FC (1995-1996). Van 1998 tot en met 2002 speelde Kalac in Kerkrade bij Roda JC. Via Roda kwam hij terecht in Italië, waar hij onder contract stond bij AC Perugia. Nadat de club naar de Serie B was gedegradeerd en er interesse bleek te zijn van AC Milan, maakte Kalac de overstap naar Milaan. Bij AC Milan is hij tweede doelman achter Dida. Medio augustus 2009 werd bekend dat Milan en Kalac hun overeenkomst ontbonden hebben. Kalac sloot zijn loopbaan af bij Kavala FC. Hierna ging hij aan de slag als keeperstrainer van Sydney FC.

## Nationaal elftal
Kalac speelde tussen 1992 en 2006 54 interlands voor het Australisch nationaal elftal, hoewel hij meestal tweede keus was achter eerst Mark Bosnich en later Mark Schwarzer. Kalac behoorde tot de Australische selectie voor het WK 2006. Bondscoach Guus Hiddink liet in de beslissende groepswedstrijd tegen Kroatië (2-2) verrassend Kalac in de basis starten in plaats van vaste keeper Schwarzer. Kalac blunderde bij beide Kroatische doelpunten: eerst beoordeelde hij een vrije trap van Darijo Srna verkeerd en vervolgens liet de doelman een schot van Robert Kovač over zijn handen rollen. Door doelpunten van Harry Kewell en Craig Moore voor de Socceroos werden de achtste finales alsnog gehaald. Op 4 oktober 2006 speelde Kalac voor de laatste keer voor Australië in een oefenwedstrijd tegen Paraguay, waarin ook Tony Popović, Tony Vidmar en Stan Lazaridis hun laatste internationale optreden hadden.

## Erelijst
Roda JC
- KNVB beker

1999/00
 AC Milan
- UEFA Champions League

2007
- UEFA Super Cup: 2007
- FIFA Club World Cup: 2007